# 사랑은 파도를 타고
《사랑은 파도를 타고》는 1967년 공개된 대한민국의 영화이다.

## 배역
- 남진
- 문희
- 김승호
- 조미령
- 안은숙
- 태현실
- 전양자
- 이빈화
- 김민자